# تانگ هوی تینگ
تانگ هوی تینگ (انگلیسی: Tang Hui-ting)تکواندوکار تایوانی است. وی در مسابقات تکواندو قهرمانی آسیا در سال ۱۹۸۶ موفق به کسب مدال طلا شد. هوی تینگ در مسابقات قهرمانی تکواندو جهان در سال ۱۹۸۷ در دسته سبک‌وزن مدال برنز را از آن خود کرد.